# Alain Guédé
Pour les articles homonymes, voir Guédé.
Alain Guédé, alias Alain Brume, est un journaliste français.

## Biographie
Il entre au Canard enchaîné en 1982. Le 12 avril 1986, il révèle dans un article la distribution volontaire, en 1985, de lots de sang contaminé à des hémophiles. Ce n'est qu'en 1991 que de nouveaux articles amenèrent la justice et l'opinion publique à s'intéresser à ce qui devenait l'« affaire du sang contaminé ». Il est spécialisé dans les domaines de la santé, du social, des affaires parisiennes et de l'extrême-droite. En ce qui concerne la santé, il a publié une série d'articles sur les "accidents hospitaliers" et les maladies nosocomiales qui ont contribué à la modification de la loi proposé par Michel Poniatowski sur l'indemnisation des victimes d'erreur médicales, ainsi que sur l'affaire du Médiator, et principalement les relations des Laboratoires Servier avec les politiques et la haute fonction-publique.
Les instructions judiciaires qui ont suivi ses articles (généralement écrits avec Hervé Liffran) sur l'affaire des fausses factures de la mairie de Paris ont abouti notamment aux condamnations de Jacques Chirac (en décembre 2011) après que ce dernier eut quitté l'Élysée et d'Alain Juppé.
Selon le site officiel Vie Publique (article du 31 août 2012), quatre arrêts et six décisions  ont été rendus à cette date par la Cour de justice de la République (CJR). Quatre arrêts (dont deux condamnations) ont pour origine une instruction ouverte à la suite d'un article de Guédé. Une instruction est, par ailleurs, en cours à la CJR visant Éric Woerth à la suite de la vente de l'hippodrome de Compiègne révélée par Alain Guédé dans Le Canard enchaîné. Dans le procès qu'il a intenté contre le Canard Enchainé, M. Woerth a été débouté en première instance et en appel. Cette affaire est connue sous le nom d'affaire de l'hippodrome de Compiègne.
Alain Guédé est, par ailleurs, l'auteur de la biographie du Chevalier de Saint-George, dédiée au premier compositeur français à la peau noire. Il a écrit plusieurs spectacles dont un opéra Le Nègre des Lumières, dédié à ce compositeur. Il est le créateur d'une association destinée à réhabiliter ce musicien, Le Concert de Monsieur de Saint-George. 

## Ouvrages
- Hervé Liffran et Alain Guédé, La razzia : Enquête sur les fausses factures et les affaires immobilières du RPR, Stock, 1995 (ISBN 978-2-234-04550-7).
- Hervé Liffran et Alain Guédé, Péril sur la Chiraquie, Stock, 1996 (ISBN 978-2-234-04699-3).
- Alain Guédé, Monsieur de Saint-George, le nègre des lumières, Actes Sud, 1999 (ISBN 978-2-7427-3449-8)